# Blåst på 20 miljoner
Blåst på 20 miljoner (originaltitel: "Gli esecutori" och på engelska "The Executors") är en italiensk actionfilm från 1976 med Roger Moore och Stacy Keach i huvudrollerna. filmen regisserades av Maurizio Lucidi och Guglielmo Garroni.

## Skådespelare i urval
- Roger Moore - Úlysses
- Stacy Keach - Charlie Hanson
- Ivo Garrani - Salvatore Francesco
- Fausto Tozzi - Nicoletta